# Жолобне
Жоло́бне — село в Україні, у Ярунській сільській територіальній громаді Звягельського району Житомирської області. Населення становить 719 осіб (2001).

## Історія
За поборовим реєстром Луцького повіту з 1577 року село належало до Корецького замку князів Корецьких.
Потім належало до Берездівських маєтків Яблоновських, а з 19 століття Гадомським.
У кінці 19 століття в селі було 185 будинків, 997 жителів, 1661 десятин землі, з них 836 фільварочної, 74 церковної і 751 десятина селянської землі. Церква дерев'яна 1874 року. В селі волосне правління, початкова школа.
За переписом 1911 року в Жолобному 1180 жителів, волосне правління, земська поштова станція, 2-класова школа, фельдшерський пункт, 2 крамниці і горілчана крамниця (державна). В 1911 році до великої земельної власності Гадомського належало — 410 десятин. Іншим — 309 десятин, разом 719 десятин.
На полях було кілька курганів.
У червні 2008 року у селі було демонтовано пам'ятник Володимиру Леніну.
12 червня 2020 року, відповідно до розпорядження Кабінету Міністрів України № 711-р «Про визначення адміністративних центрів та затвердження територій територіальних громад Житомирської області», територію та населені пункти Жолобненської сільської ради Новоград-Волинського району Житомирської області включено до складу Ярунської сільської територіальної громади Новоград-Волинського (згодом — Звягельський) району Житомирської області.

## Відомі люди
- Сахнюк Богдан Петрович (1977—2014) — старший солдат Збройних сил України, учасник російсько-української війни.